# Еспе
Еспе́ (каз. Еспе) — станційне селище у складі Шуського району Жамбильської області Казахстану. Входить до складу Шокпарського сільського округу.
Населення — 184 особи (2021; 271 у 2009, 244 у 1999, 278 у 1989).